# موتور قلعه کهنه
موتور قلعه کهنه یک منطقهٔ مسکونی در ایران است که در دهستان کشکوئیه واقع شده‌است.